# Замок Кнокеббі
Замок Кнокеббі (англ. Knockabbey Castle, Thomastown Castle) — замок Нокаббей, замок Томастаун — один із замків Ірландії, розташований в графстві Лаут, земля Арді, біля селища Рахністін. Біля замку є маєток площею 30 акрів, ландшафтний парк, що славиться своєю красою, відреставрована давня церква. Нині замок виставлений на продаж. Замок планується використовувати як готель та місце для проведення різних урочистих подій.

## Історія замку Кнокеббі
Замок Кнокеббі побудований в 1399 році. Замок відігравав важливу роль в обороні Пейлу — англійської колонії в Ірландії. Замок стояв на межі між англійськими володіннями і володіннями непокірних ірландських кланів. Біля замку є сади і ставки, що були закладені ще в ХІ столітті монахами. Спочатку замок був спорудою у вигляді триповерхової вежі з чотирма квадратними баштами, які піднімаються вище рівня зубців. Всі оригінальні вікна були замінені в ХІХ столітті в часи так званого «готичного відродження» та побудували нові двері. Були збудовані додаткові башти та будинки в готичному стилі. Замок був перебудований в 1650 році. Замок знову був перебудований і розширений у 1754 році новим власником Томасом Тенісоном. У ХІХ столітті замок називався Абатство Кнок. У 1920—1923 роках під час війни за незалежність Ірландії на території замку були бої і замок горів. У 1925 році власниками замку та маєтку стали люди з клану О'Рейлі, замок був відреставрований. Вони володіли замом до 1998 року. Нинішній власник замку вкладав гроші в реставрацію замку, парку та маєтку. Замок має структури, що були створені в різні епохи, є цікавою пам'яткою історії та архітектури Ірландії.
Вхід до замку розташований через вежу, є вхідний зал зі склепінчастою стелею, кам'яною підлогою, каміном. Після цього залу є внутрішній зал зі сходами, сходи ведуть в Зал королеви Анни, є гвинтові баштові сходи. Є ванні кімнати. Є музейний зал.
Готична частина замку розташована одразу за головним залом. Сходовий хол оздоблений плиткою, є галерейні сходи та вітражі. Є простора кухня з дубовою підлогою у французькому стилі. На другому поверсі є чотири просторі спальні з усіма зручностями та камінами. Частина замку, що побудована в стилі королеви Анни має просторий зал, вітальню, колони, що оздоблені сосною, мармуровий камін. Є оригінальна кухня, побудована в 1860 році. Є більярдні кімнати, бібліотека.
Замок розташований біля основних магістралей Ірландії. З вікон замку відкриваються чудові краєвиди.